# Lac Franklin D. Roosevelt
Le lac Franklin D. Roosevelt (Franklin D. Roosevelt Lake) est un lac de barrage créé en 1941 par la retenue du fleuve Columbia par barrage de Grand Coulee dans l'État de Washington, aux États-Unis.
Il est nommé d'après Franklin Delano Roosevelt, qui était président à l'époque de la construction du barrage.
Il s'étend sur cinq comtés du nord-est de l'État de Washington que sont les comtés de Ferry, Stevens, Lincoln, Okanogan, et Grant.